# Vladimir Voronin
Pour les articles homonymes, voir Voronine.
Vladimir Nicolae Voronin (en russe : Владимир Николаевич Воронин, Vladimir Nikolaïevitch Voronine), né le 25 mai 1941 à Corjova, arrondissement de Dubăsari, est un homme d'État moldave, président de la république de Moldavie entre le 7 avril 2001 et le 11 septembre 2009. Il fait partie de la minorité d'origine ukrainienne. Il a également été secrétaire général du Parti des communistes de la république de Moldavie (PCRM).

## Biographie
En 1994, après la disparition de l'URSS, Voronine devient le premier secrétaire du Parti des communistes de la république de Moldavie, l'héritier du Parti communiste de l'ancienne république socialiste soviétique de Moldavie. En 1998, il est élu député au Parlement de la république de Moldavie.
Les élections législatives du 25 février 2001 sont marquées par la victoire du Parti communiste. Le 4 avril suivant, Voronine est élu président de la République par le Parlement moldave par 71 voix sur 101 et investi le 7 avril.
Politiquement, le président Voronine souhaite alors un rapprochement entre la république de Moldavie et la fédération de Russie.
Il s'oppose fortement à ceux qui, parmi la majorité roumaine du pays (75 % d'après le dernier recensement), voudraient un rapprochement politique et économique avec l'Union européenne, voire une unification avec la Roumanie. Voronine se montre très véhément contre la Roumanie lors de ses allocutions, allant jusqu'à qualifier les Roumains d'envahisseurs fascistes, en août 2005. Lors de son premier mandat, Voronine réintroduit l'enseignement obligatoire du russe à l'école et accorde plus d'autonomie administrative aux minorités slavophones de Moldavie. Il fait de nouvelles concessions à la région séparatiste de Transnistrie russophone et demande aux historiens et linguistes moldaves de postuler l'existence d'un peuple et d'une langue moldave distincts du roumain.
L'évolution de la situation politique en Ukraine pousse Voronine de changer de cap à 180° et de chercher l'établissement d'un partenariat entre la république de Moldavie et l'Union européenne. Il accepte même une rencontre en 2005 avec le président de la Roumanie Traian Băsescu.
Le PCRM ayant obtenu la majorité relative aux élections législatives du 6 mars 2005, le Parlement moldave reconduit Voronine dans ses fonctions de président lors d'un vote le 4 avril suivant par 75 voix sur 101, avec le soutien d'une partie de l'opposition, confiante dans les promesses d'ouverture démocratique vers l'Ouest.
Lors des manifestations de l'opposition d'avril 2009, pour dénoncer les conditions de la victoire du parti communiste aux élections législatives, ce dernier, Voronine dénonce « des fascistes qui tentent de commettre un coup d'État » et appelle le président russe Dmitri Medvedev à arbitrer le conflit.
Le 12 mai 2009, Voronine est élu président du Parlement avec les 60 votes des députés du Parti des communistes (PCRM) et continue d'assumer ses fonctions de chef de l'État en attendant que le Parlement lui désigne un successeur. Mais l'échec de cette tentative l'oblige à prononcer la dissolution du Parlement le 15 juin et convoquer de nouvelles élections.
Le 29 juillet suivant, les élections législatives anticipées donnent la victoire aux partis d'opposition qui après plusieurs semaines parviennent à s'entendre pour former un gouvernement. Face à cette situation, Voronine décide le 2 septembre de démissionner de ses fonctions de président de la République. Il signe sa démission le 11 septembre et Mihai Ghimpu, nouveau président du Parlement, assure l'intérim.
Entre l'annonce de son départ de la présidence et sa démission, Voronine propose jusqu'à 10 millions de dollars à Marian Lupu afin qu'ils forment une coalition dans laquelle Voronine serait président du Parlement et Lupu président de la République. Cette conversation est successivement rapportée à l'ambassadeur américain par les deux hommes.